# ويليام هوكينز أبوت
ويليام هوكينز أبوت (بالإنجليزية: William Hawkins Abbott)‏ هو شخصية أعمال أمريكي، ولد في 27 أكتوبر 1819، وتوفي في 8 يناير 1901.